# Франческо Маттутея
Франческо Маттутея (італ. Francesco Mattuteia, 25 січня 1897, Сантія — 7 березня 1981, Аоста) — італійський футболіст, що грав на позиції нападника. По завершенні ігрової кар'єри — тренер.
Виступав, зокрема, за клуб «Про Верчеллі», а також національну збірну Італії.

## Клубна кар'єра
У дорослому футболі дебютував 1915 року виступами за команду «Верчеллезе», що брала участь у футбольних турнірах воєнного часу.
Із завершенням Першої світової війни і відновленням футбольних змагань в Італії приєднався на сезон 1919/20 до лав «Про Верчеллі», після чого три сезони захищав кольори «Новари».
1923 року повернувся до «Про Верчеллі», в якому відіграв чотири сезони, після чого по два сезони провів у «П'яченці» і «Сієні» як граючий тренер.

## Виступи за збірну
1924 року провів свою єдину офіційну гру у складі національної збірної Італії.

## Кар'єра тренера
У двох останніх командах своєї ігрової кар'єри, «П'яченці» та «Сієні» поєднував виступи на полі з тренерською роботою.
Згодом, завершивши кар'єру гравця, зосередився на тренерській роботі, протягом 1930-х працював з командами клубів СПАЛ, «Терамо» та «Аоста».
За тренерську кар'єру двічі вигравав змагання у другому італійському дивізіоні — 1928 року з «П'яченцою» та 1935 року з «Аостою».
Помер 7 березня 1981 року на 85-му році життя в Аості.
| Дата       | Місто    | Господарі | Результат | Гості  | Турнір           | Голи | Примітки |
| ---------- | -------- | --------- | --------- | ------ | ---------------- | ---- | -------- |
| 23-11-1924 | Дуйсбург | Німеччина | 0 – 1     | Італія | товариський матч | 0    |          |
| Усього     |          | Матчів    | 1         |        | Голів            | 0    |          |